# Wolfgang Jahn (Fußballspieler)
Wolfgang Jahn (* 18. November 1935 in Lobstädt) ist ein ehemaliger deutscher Fußballspieler, der von 1956 bis 1962 für den SC Rotation Leipzig in der DDR-Oberliga, der höchsten Spielklasse im DDR-Fußball, aktiv war. 

## Sportliche Laufbahn
Schon im Kindesalter spielte Wolfgang Jahn bei der Betriebssportgemeinschaft (BSG) Stahl Lippendorf Fußball. Mit 18 Jahren wurde er in deren 1. Männermannschaft aufgenommen. Dort entwickelte er sich zu einem erfolgreichen Stürmer, was dazu führte, dass der Leipziger Oberligaclub Rotation Leipzig Jahn 1956 (Kalenderjahrspielzeit) in seine Oberligamannschaft holte. Zunächst ließ ihn Trainer Heinz Krügel in der Reservemannschaft spielen und setzte ihn nur jeweils für Kurzeinsätze in fünf Oberligaspielen ein. Unter Hans Studener wurde Jahn 1957 sofort Stammspieler, bestritt als Stürmer auf halblinks alle 26 Oberligaspiele und wurde mit seinen neun Treffern Torschützenkönig der Leipziger. In der Saison 1958 setzte Studener Wolfgang Jahn, der diesmal ein Punktspiel verpasste, als Nachfolger für den ausgeschiedenen Manfred Pfeifer im Mittelfeld ein. Dort erzielte Jahn nur noch ein Tor. 1959 erhielt Jahn mit Martin Braunert seinen dritten Leipziger Trainer, der ihn in die Abwehrreihe versetzte. Auch dort absolvierte Jahn bis zum 22. Spieltag alle Oberligaspiele, hatte aber keine Gelegenheit mehr, Tore zu schießen. Am 22. Spieltag verletzte er sich so schwer, dass er bis zum Beginn der Spielzeit 1961/62 (Rückkehr zum Sommer-Frühjahr-Rhythmus) nicht mehr einsetzbar war. Danach absolvierte er von den wegen des Spieljahreswechsels notwendigen 39 Oberligaspielen 30 Partien, in denen er überwiegend im Mittelfeld, zum Schluss aber wieder in der Abwehr spielte. Sein letztes und einziges Saisontor erzielte Wolfgang Jahn bereits am 3. Spieltag bei der 1:2-Niederlage beim SC Empor Rostock. Nach fünf Spielzeiten mit 108 Punktspieleinsätze und elf Toren beendete Wolfgang Jahn im Sommer 1962 seine Oberligakarriere. 
Er kehrte zur BSG Stahl Lippendorf zurück und half mit, die Saison 1962/63 als Staffelsieger in der II. DDR-Liga und als Aufsteiger in die zweitklassige DDR-Liga zu beenden. In der Spielzeit 1963/64 konnte er nicht verhindern, dass seine Mannschaft nach einem Jahr wieder absteigen musste. Von den 30 Ligaspielen absolvierte Jahn nur 16 Partien und kam nur einmal zum Torerfolg. Nach Einstellung der II. DDR-Liga wurde Stahl Lippendorf in die nun drittklassigen Bezirksliga Leipzig eingestuft. Dort blieb Jahn noch bis 1967 aktiv und betätigte sich danach sowohl bei der BSG Stahl als auch bei deren Nachfolgeverein Sportfreunde Neukieritzsch bis zu seinem 75. Lebensjahr als Trainer. Der Verein ernannte ihn anschließend zum Ehrenmitglied. 